# Optisch stroomveld
Het optische stroomveld is datgene wat op het netvlies waargenomen wordt, als de waarnemer en omgeving ten opzichte van elkaar bewegen. Het wordt gebruikt door zowel mensen als dieren om te navigeren en om botsingen met objecten te vermijden.
Een van de eersten, die dit proces beschreef is de Amerikaanse psycholoog James Gibson (1904-1979), die onderzoek deed naar de visuele waarneming.